# Таращук Сергій Володимирович
Таращук Сергій Володимирович (6 квітня 1955 — 21 січня 2008 року) — український зоолог та природоохоронець, до дня смерті - голова Національного екоцентру України.

## Біографічні відомості
Сергій Таращук народився 6 квітня 1955 року. Він виховувався в родині науковців. Його батько — відомий український герпетолог Володимир Таращук (1922–1987), який передчасно пішов з життя, проте лишив синові гарні біологічні знання, а також величезну наукову бібліотеку, що займала значну частину трикімнатної квартири. В експедиціях та за читанням спеціальної зоологічної і природничої літератури майбутній науковець формувався з малих літ.

Ящірка зелена (Lacerta viridis) — один з об'єктів дослідження Сергія Таращука

Сергій Таращук працював в Інституті зоології імені Івана Шмальгаузена НАН України. Пройшов шлях від лаборанта до старшого наукового співробітника.
1987 року Сергій Володимирович захистив дисертацію «Герпетофауна Північно-західного Причорномор'я та її зміни под дією антропічних факторів» (керівник — Микола Щербак).
Багато часу проводив в експедиціях, переважно їздив по Київщині та у різні куточки Приморномор'я. У вільний від роботи час любив полювати і прекрасно готував зайця, часто запрошував до себе гостей і пригощав дичиною.
Величезну енергію він поклав на створення і розвиток Національного екоцентру України, створення нових заповідних об'єктів, роботу над Червоною книгою України.

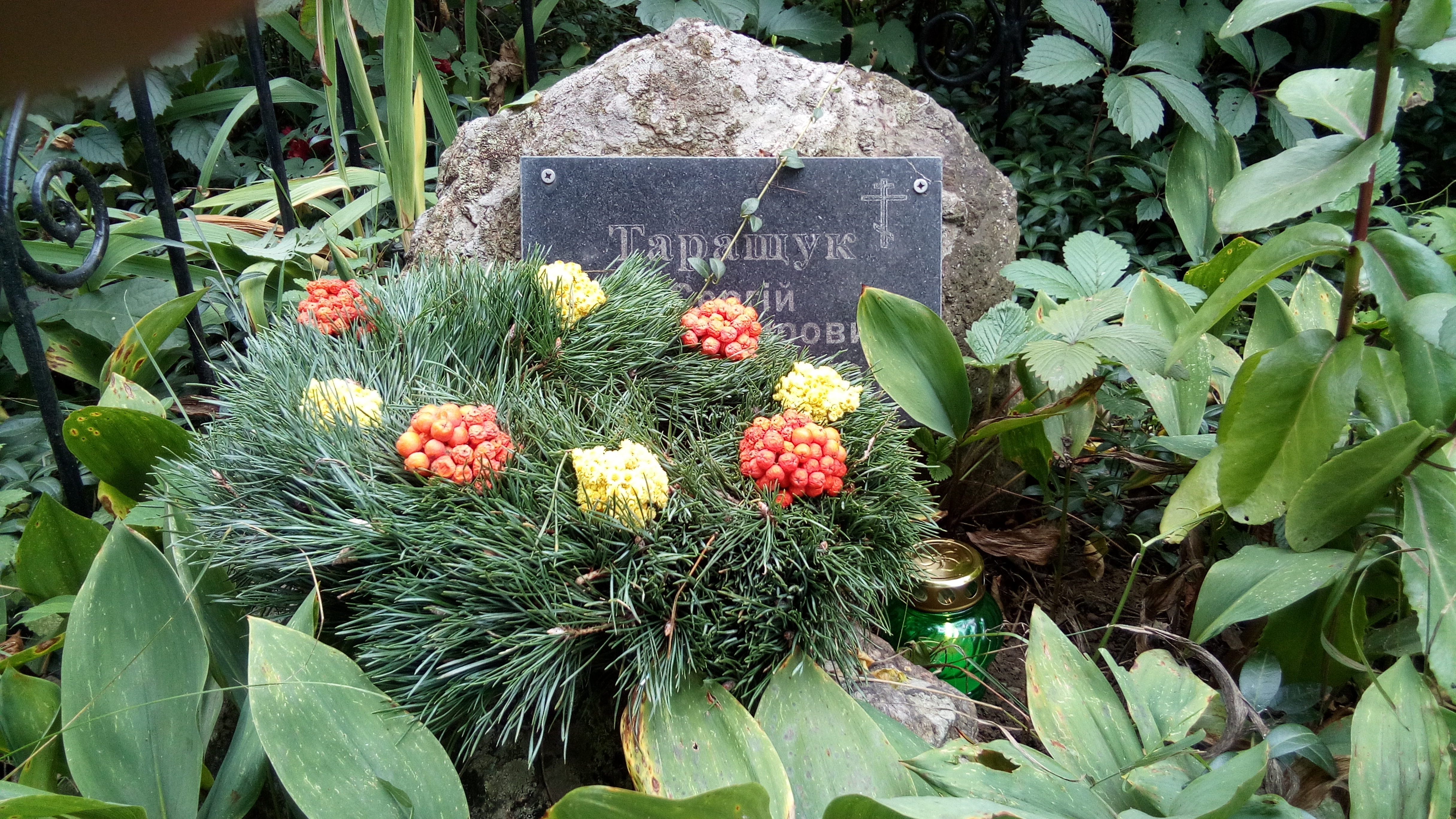
Могила Сергія Таращука

 Помер Сергій Володимирович о 9.00 ранку 21 січня 2008 року в Києві, після тяжкої хвороби, що стала наслідком його експедиційних досліджень за чорнобильською тематикою.

## Внесок у природоохорону

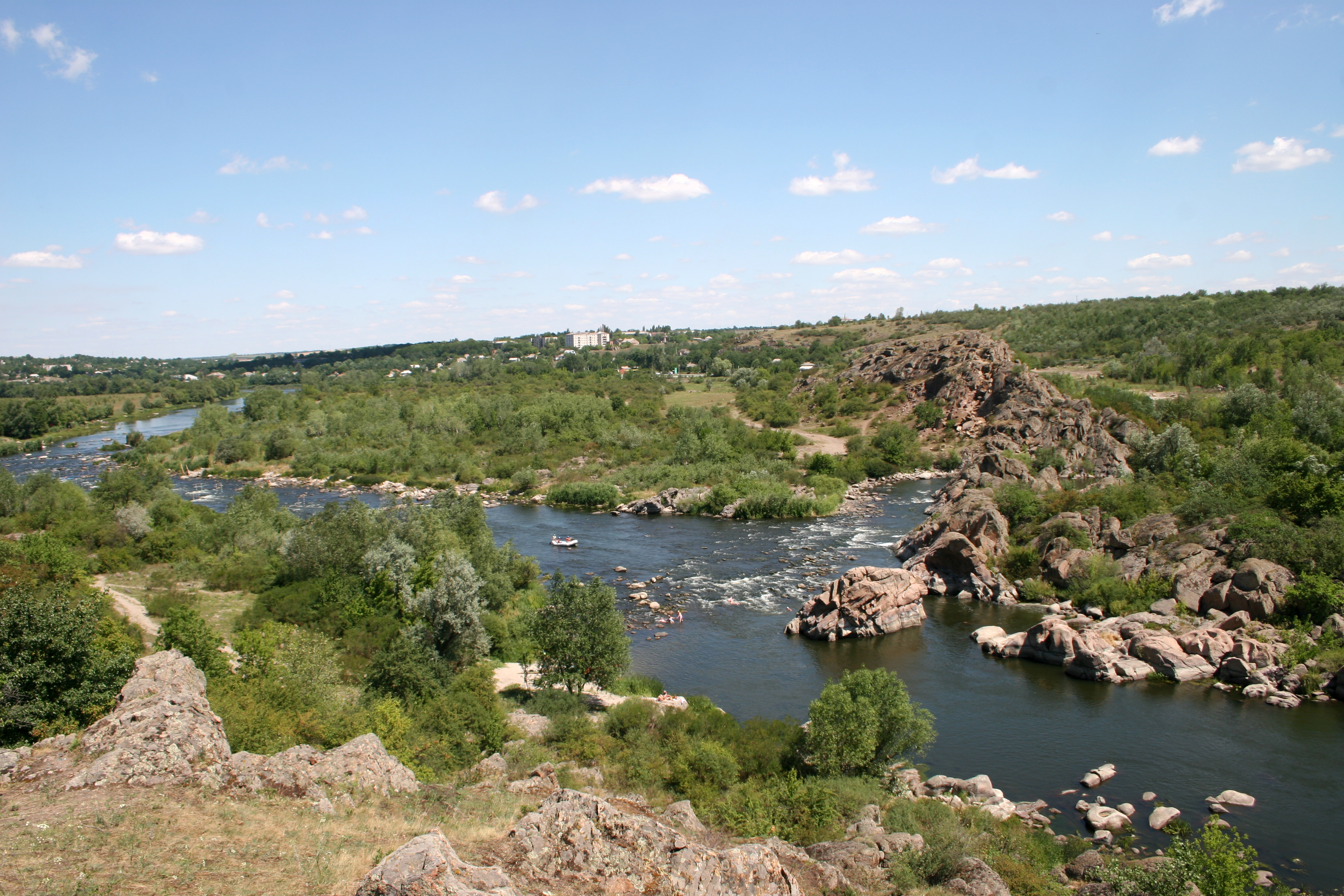
Урочище «Протич» в НПП «Бузький Гард»

Відомий як природоохоронець та голова Національного екологічного центру України. Сергій Володимирович упродовж низки років був Головою Громадської Ради при Міністерстві охорони природи України.
Сергій Таращук був одним з тих, хто віддав багато сил розвитку природоохорони на Миколаївщині. Його особистою заслугою є впорядкування першого в України регіонального «червоного» переліку рідкісних видів тварин (червоний список для Миколаївщини).

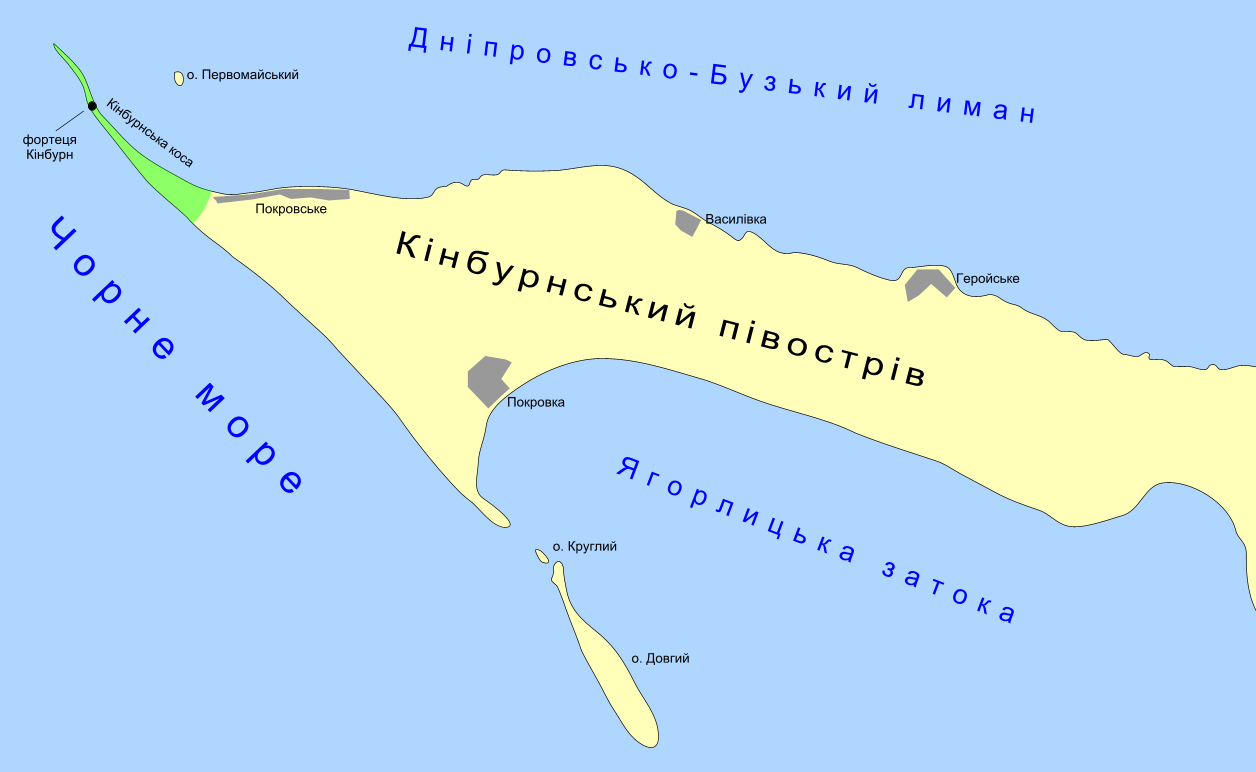
Мапа Кінбурнського півострова. Кінбурнську косу виділено зеленим

Він брав найактивнішу участь в серії експедиції НАН України на Південний Буг (зокрема в Мигію), де врешті було створено Регіональний ландшафтний парк Гранітно-Степове Побужжя, а згодом на його основі — нацпарк Бузький Гард.
У матеріалах НЕЦ України, зокрема, відзначено, що «організатори кампанії „Гарду — так!“ — голова Національного Екоцентру Сергій Таращук та член Політради Громадянської партії ПОРА Євген Дикий, а також заступник голови Державної служби охорони культурної спадщини Яків Діхта.».
Завдяки його найактивнішій участі проведено низку моніторингових досліджень та оцінок впливу на середовище Ташлицької ГАЕС. Значний внесок зроблено в природоохорону та збереження Кінбурнської коси, де було створено регіонального ландшафтного парку «Кінбурнська коса».

## Головні праці
- Таращук С. В. Герпетофауна Северо-Западного Причерноморья и ее изменения под действием антропических факторов: Дис. … канд. биол. наук. — К.: Ин-т зоол. им. И. И. Шмальгаузена АН УССР, 1987. — 311 с.
- Карпова Г. О., Титар В. М., Мальцев В. І., Таращук С. В., Горіап Н. С., Дяченко Т. М. Природа Придунайського регіону України. Посібник для учителів загальноосвітніх шкіл. — Київ: Інститут екології (ІНЕКО), 1996. — 148 с. (І видання); Київ, 1998. — 172 с. (ІІ видання).
- Таращук С., Деркач О., Сіренко І., Костюшин В. Національна інвентаризація степів України. (Екологічно стійке сільське господарство та степове біорізноманіття Росії та України). — Київ, 1997.
- Загороднюк І., Таращук С., Домашлінець В. та ін. Земноводні та плазуни України під охороною Бернської конвенції / За редакцією І. В. Загороднюка. — Київ, 1999. — 108 с. ISBN 966-02-1379-4.
- Костюшин В., Куземко А., Онищенко В., Чорна Г., Таращук С. та ін.  Південно-Бузький меридіональний екологічний коридор: стислий огляд біорізноманіття та найцінніші території[недоступне посилання з травня 2019]. — Чорноморська програма Верландс Інтернешнл — Київ, 2007. — 92 с.
- Таращук С., Деркач О., Сіренко І., Костюшин В. Національна інвентаризація степів України. (Екологічно стійке сільське господарство та степове біорізноманіття Росії та України), Київ, 1997.
- Карпова Г.О., Титар В.М., Мальцев В.І., Таращук С.В., Горіап Н.С., Дяченко Т.М. Природа Придунайського регіону України. Посібник для учителів загальноосвітніх шкіл. – Київ: Інститут екології (ІНЕКО), 1996. – 148 с. (І видання); Київ, 1998. – 172 с. (ІІ видання).

## Увічнення пам'яті
На сайті НЕЦ України є сторінка, присвячена Сергієві Таращуку — «Повіяв вітер степовий…», присвячена питанням збереження природи українського степу. На сайті Інституту зоології НАН України є меморіальна сторінка, присвячена пам'яті Сергія Таращука, на якій також розміщена серія світлин.
Щороку відбуваються конференції циклу «Читання пам'яті Сергія Таращука». Перші читання проведено 6 квітня 2010 року у селі Коблеве Березанського району (організатор — Тілігульський регіональний ландшафтний парк). Другі наукові читання пам'яті Сергія Таращука відбулися 6 квітня 2011 року в Чорноморському державному університеті імені Петра Могили. ІІІ Наукові читання пам'яті Сергія Таращука відбулися в Національному природному парку «Бузький Гард» у квітні 2012 р..